# 시네마 디지털 서울
시네마디지털서울 영화제 (cinema digital seoul, CinDi)는 매년 여름 서울 CGV 압구정에서 개최되는 영화제이다. 2007년 7월 20일에 시작되었으며, 2008년 2회부터는 8월로 개최 시기를 변경했다. 영화제는 아시아 신인 감독의 디지털 영화 중심의 경쟁 영화제이며, 국제 비경쟁 초청 부문이 포함되어 있다.

## 프로그램
프로그램은 개막작, 경쟁 부문, 초청 부문을 포함 9개의 섹션으로 이루어져 있다. 국제 감독 심사위원인 레드 카멜레온상을 받은 작품이 폐막작으로 선정된다.
- 디지털 단편 (Digital Short)
- CinDi 익스트림 (CinDi Extreme)
- 인스톨레이션 (Installation)
- CinDi 올나잇 (CinDi All Night)
- 디지털 회고 (Digital Retrospective)
- 디지털 복원 (Dgital Restoration)

## 시상 부문
- 레드 카멜레온상 (국제 감독 심사위원단 선정)
- 블루 카멜레온상 (국제 비평가 심사위원단 선정)
- 그린 카멜레온상 (국내 비평가 심사위원단 선정)
- 화이트 카멜레온상 (관객 심사위원단 선정)

## 역사
| 연도 | 회차 | 개막일 | 폐막일 | 개막작          | 폐막작             |
| 2007 | 1    | 07/20  | 07/27  | 인랜드 엠파이어 | 마지막 벌목꾼      |
| 2008 | 2    | 08/20  | 08/26  | 24시티          | 살아남은 자의 송가 |
| 2009 | 3    | 08/19  | 08/25  | 스프링 피버     | 초여름             |
| 2010 | 4    | 08/18  | 08/24  |                 |                    |
| 2011 | 5    |        |        |                 |                    |
| 2012 | 6    |        |        |                 |                    |

## 같이 보기
- 부산 국제 영화제 (PIFF)